# Die Bestie (1970)
Die Bestie (Originaltitel: La belva) ist ein Italowestern von Mario Costa, der zu den schlechtesten seiner Art gezählt wird. Seine deutsche Erstaufführung erfolgte auf Video.

## Inhalt
Ein sexbesessener Psychopath, Johnny Lester, unternimmt einen Bankraub, der an seinem Unvermögen scheitert. Er beginnt, auf seiner Suche nach drei Männern, die das avisierte Geld haben, Leute umzubringen und lässt sich von einem Haziendabesitzer für eine Entführung anheuern, die ebenfalls misslingt. Jede Frau, die er trifft, wird von ihm belästigt; jeder Mann beleidigt oder gleich erschossen. Letztlich geht Lester an seiner Gier zugrunde.

## Kritik
Verrisse, wohin man auch sieht. „Miserabel gespielt und inszeniert“, meinte der Katholische Filmdienst, und Christian Keßler präzisierte: „Der Film ist eine nahezu vollkommene Katastrophe. Die Story ist nur schwer entwirrbar… ein wahres Leckerli ist die Synchro. Am Schluß fällt Kinski tot die Düne runter, und dieses Schicksal teilt der Film mit ihm.“, und die italienischen Kollegen der Segnalazioni Cinematografiche attestierten schlechte Gestaltung, vorhersehbare Entwicklungen und ohne Phantasie zusammengekleisterte Situationen.